# Pi Hydrae
Pi Hydrae (π Hydrae, förkortat Pi Hya, π Hya) som är stjärnans Bayerbeteckning, är en ensam stjärna belägen i den östra delen av stjärnbilden Vattenormen. Den har en skenbar magnitud på 3,25 och är synlig för blotta ögat där ljusföroreningar ej förekommer. Baserat på parallaxmätning inom Hipparcosuppdraget på ca 32,3 mas, beräknas den befinna sig på ett avstånd på ca 101 ljusår (ca 31 parsek) från solen.

## Egenskaper
Omikon Hydrae är en orange till röd jättestjärna av spektralklass K1 III-IV, vilket tyder på att den ligger i ett evolutionärt övergångsskede någonstans mellan en underjätte och en jättestjärna och har en låg prognoserad rotationshastighet på 2,25 km/s. Den har en beräknad massa som är ca 2,5 gånger större än solens massa och utsänder från dess fotosfär ca 64 gånger mera energi än solen vid en effektiv temperatur av ca 4 700 K. Dess uppmätta vinkeldiametern är, efter korrektion för randfördunkling, 3,76 ± 0,04 mas, som på det uppskattade avståndet ger en radie som är ca 12-13 gånger solens radie.
Pi Hydrae är en typ av jättestjärna som är känd som en dicyanstjärna, vilket innebär att dess spektrum visar svaga absorptionslinjer av CN i förhållande till metalliciteten. (Det sistnämnda är en term som astronomer använder när man beskriver överskott av andra element än väte och helium.) För övrigt synes den vara en normal stjärna i sin evolutionsklass, som har genomgått en första utgjutning på dess ytskikt av restprodukter från kärnfusionen.